# Linia Hajnala

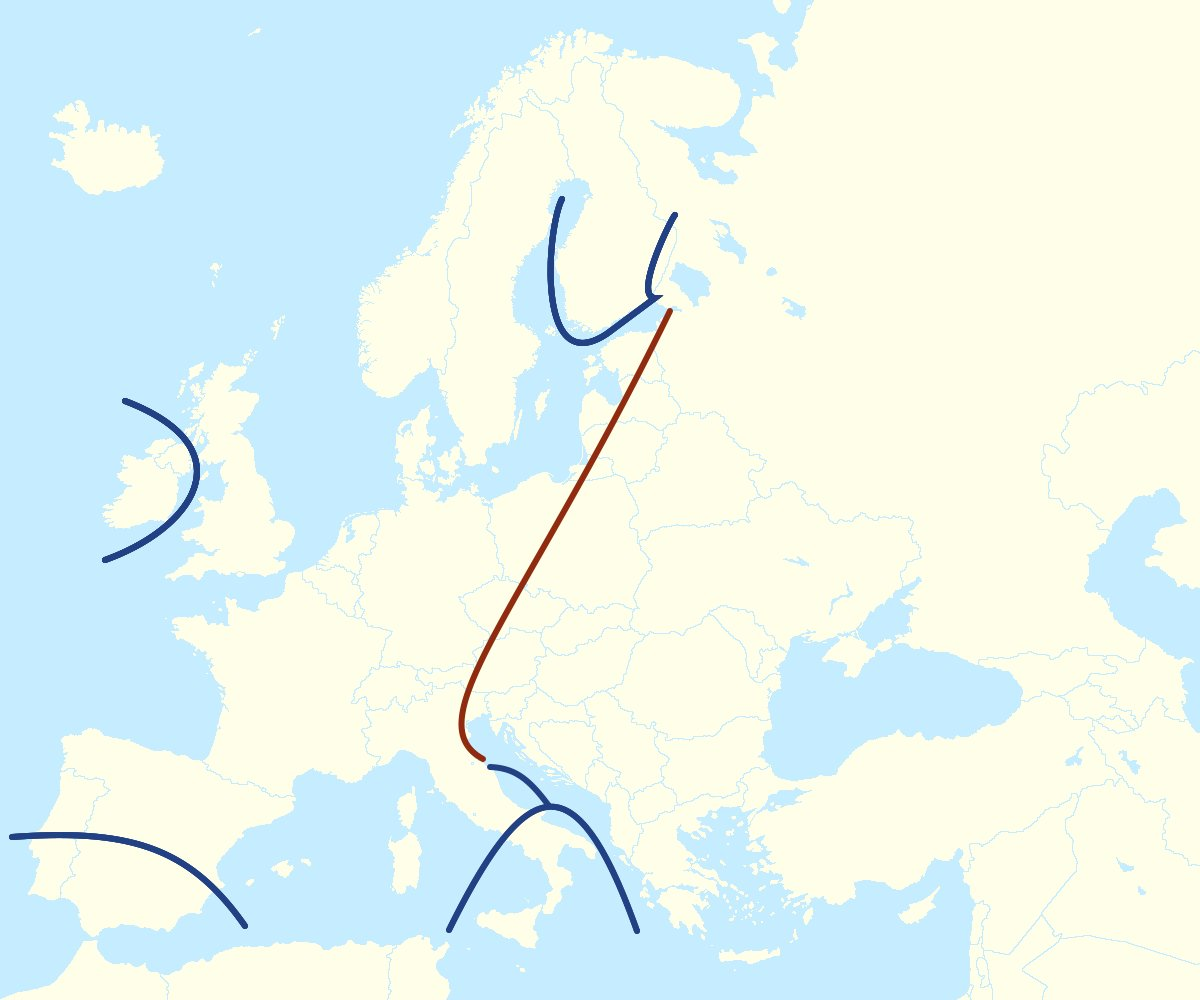
Przybliżony przebieg linii Hajnala (czerwona linia). Linie niebieskie zaznaczają pozostałe obszary z niskim udziałem osób bez małżonka

Linia Hajnala – koncepcja historycznej odrębności zachodnio- i wschodnioeuropejskiego modelu rodziny opisana przez Johna Hajnala. Obszary dominacji obu modeli miała w przybliżeniu rozdzielać linia prowadząca od dzisiejszego Petersburga po Triest.
Zgodnie z koncepcją, na typowy wzorzec zachodnioeuropejski składa się późne zawieranie małżeństw, wysoki udział osób bez małżonka oraz niższy współczynnik urodzeń. We wzorcu wschodnioeuropejskim wiek zawierania małżeństw jest niski, a udział osób nie wstępujących w związki małżeńskie bardzo niski. Różnica dotyczyć ma zwłaszcza kobiet. Według Hajnala ów wzorzec wykazuje historyczną trwałość, sięgając przynamniej XVIII w. Sugerował on również związaną z tym odrębność ekonomiczną i kulturową Europy Zachodniej.

## Historia
Idea różnicy między zachodnią i wschodnią Europą pod względem modelu rodziny i małżeństw była wielokrotnie formułowana już w XIX w., w szczególności w pracach Frédérica Le Play’a. Według francuskiego uczonego wschodni Europejczycy wyróżniali się patriarchalnymi, patrylokalnymi i wielopokoleniowymi gospodarstwami domowymi. Granica zachodnia tego wzorca rodzinnego przebiegać miała od Petersburga po Triest i półwysep Apeniński.
Koncepcja linii Hajnala weszła po 1965 do obiegu naukowego, chociaż przebieg granicy między wschodem i zachodem był w różnych pracach przesuwany lub rozszerzany o „strefę przejściową”.

## Krytyka
Podział Europy na wschodnią i zachodnią pod względem wzorców małżeństw i rodziny jest krytykowany za zbyt uproszczony – tak wzorce zachodnio- jak i wschodnioeuropejskie wykazują znaczne zróżnicowanie. Uogólnienia dokonywane przez zachodnich badaczy oparte były często na niedostatecznej bazie źródłowej i z pominięciem wyników badaczy wschodnioeuropejskich.